# Flexamia celata
Flexamia celata är en insektsart som beskrevs av Lowry och Blocker 1987. Flexamia celata ingår i släktet Flexamia och familjen dvärgstritar. Inga underarter finns listade i Catalogue of Life.